# Малышка Лили
«Малышка Лили» (фр. La petite Lili) — драматический фильм 2003 года режиссёра Клода Миллера. Сюжет основан на пьесе Антона Павловича Чехова «Чайка» (1896). Премьера фильма состоялась 22 мая 2003 года на Каннском кинофестивале.

## Сюжет
Группа французских кинематографистов проводит отпуск в сельской местности. Среди них — актриса Мадо, её сын Жульен, брат Симон и любовник Брис. Жульен влюблён в местную девушку Лили, которая мечтает стать актрисой, и ради этого готова променять любовь молодого человека на отношения с любовником его матери — режиссёром Брисом.

## В ролях
- Николь Гарсиа — Мадо Марсо
- Бернар Жиродо — Брис
- Жан-Пьер Марьель — Симон Марсо
- Людивин Санье — Лили / Эмилия Новаки
- Робинсон Стевенен — Жульен Марсо
- Жюли Депардьё — Жанна-Мари
- Ив Жак — Серж
- Анн Ле Ни — Леона
- Мишель Пикколи — актёр, который играл Симона в фильме Жульена

## Оценка

### Отзывы
Фильм получил смешанные отзывы кинокритиков. На сайте Rotten Tomatoes у картины 66 % положительных рецензий на основе 32, на сайте Metacritic — 59 баллов из 100 на основе 15 отзывов. Американский кинокритик Роджер Эберт поставил фильму 3 звезды из 4.

### Награды и номинации
| Год  | Награда                              | Категория                    | Номинанты        | Результат |
| ---- | ------------------------------------ | ---------------------------- | ---------------- | --------- |
| 2003 | Каннский кинофестиваль               | Золотая пальмовая ветвь      | Клод Миллер      | Номинация |
| 2003 | Международный кинофестиваль в Чикаго | Лучшая женская роль          | Людивин Санье    | Победа    |
| 2004 | Сезар                                | Лучшая актриса второго плана | Жюли Депардьё    | Победа    |
| 2004 | Сезар                                | Самая многообещающая актриса | Жюли Депардьё    | Победа    |
| 2004 | Сезар                                | Лучший актёр второго плана   | Жан-Пьер Марьель | Номинация |
| 2004 | Сезар                                | Лучший режиссёр              | Клод Миллер      | Номинация |